# Kollektivtrafik i Sverige
Den här artikeln behandlar kollektivtrafikens organisation i Sverige. Gällande definition av kollektivtrafik är enligt EU:s kollektivtrafikförordning "persontransporttjänster av allmänt ekonomiskt intresse som erbjuds allmänheten fortlöpande och utan diskriminering". Definitionen omfattar enbart trafik som är öppen för allmänheten, men det spelar ingen roll hur den finansieras. 
Den tidigare definitionen hade utformats av SIKA (Statens institut för kommunikationsanalys) och löd "i förväg organiserade, regelbundet tillgängliga transporter som erbjuds allmänheten eller en särskild personkrets enligt givna regler". I den definitionen ingick även trafik som kräver tillstånd och anordnas efter prövning - t.ex. färdtjänst, skolskjuts och sjukresor - och vilken tidigare ibland gick under benämningen "särskild kollektivtrafik" (bl.a. i alla SIKA:s publikationer). Då denna trafik inte uppfyller EU:s krav att kollektivtrafik ska vara öppen för allmänheten är den nu vedertagna benämningen Särskilda persontransporter för sådan trafik som kräver tillstånd.

## Historia
Tågtrafik infördes i Sverige på 1850-talet. Det skedde dels i statlig regi för stambanorna, och dels i privat regi för sidobanor. De privata bolagen hade i huvudsak dels kommunala ägare som ville ha järnvägstrafik, och dels företag som ägare som behövde godstrafik. Med början på 1940-talet tog staten över en stor del av de privata järnvägarna. Under 1920-talet startades busstrafik i huvudsak i privat regi. Kollektivtrafiken hade en kris i Sverige på 1950- och 1960-talen då många skaffade bil vilket minskade antalet passagerare. Många järnvägslinjer lades ner och ersattes med buss. Många mindre busslinjer lades också ner eller körde enbart skoltrafik. Kommunerna subventionerade i ökande grad busslinjer för att ha dem kvar. Bussbolagen skötte själva biljettförsäljningen. Med början på 1970-talet infördes länstrafikbolag.  Biljetthanteringen centraliserades då per län vilket framför allt underlättade arbetsresor med månadskort.

## Organisation
Från 1 januari 2012 gäller en ny lag om kollektivtrafik som bygger på EU:s kollektivtrafikförordning och reglerar hur samhället kan säkra trafik och standard som den kommersiella trafiken inte kan erbjuda. De gamla länstrafikhuvudmännen upphörde och ersattes av regionala kollektivtrafikmyndigheter. Med EU:s terminologi är dessa behöriga lokala myndigheter för kollektivtrafiken.
De regionala kollektivtrafikmyndigheterna kan vara organiserade av regionen, som kommunalförbund eller i gemensam nämnd, men i praktiken förekommer bara regioner och kommunalförbund. RKM ska regelbundet - åtminstone en gång per mandatperiod -  utarbeta trafikförsörjningsprogram med de mål och krav för kollektivtrafiken som skall gälla i länet. Utifrån trafikförsörjningsprogrammets krav tas formella beslut om allmän trafikplikt för enskilda linjer eller områden, vilket betyder att myndigheten åtar sig att försörja samhället med en viss trafik under en period. Själva trafikförsörjningen kan sedan ske genom  upphandling, vilket är vanligast, eller i egen regi. "Allmän trafikplikt" är en EU-term (översatt från Public Service Obligation, som snarare kan översättas "Offentlig trafikförpliktelse"), och betyder att politikerna ser det som en förpliktelse att ordna trafik med vissa turtäthet på vissa sträckor.
Samtidigt med den nya kollektivtrafiklagen försvann även formellt de gamla trafikhuvudmännens invändningsrätt, dvs deras rätt att stoppa kommersiell trafik inom länet (i många län hade dock denna invändningsrätt inte tillämpats sedan 2009). Den 1 januari 2012 blev det fritt att bedriva kollektivtrafik på kommersiella grunder på vilken sträcka som helst inom länen. De enda kraven är att trafiken ska anmälas till RKM senast 21 dagar i förväg, samt att tidtabellen ska skickas in till Samtrafiken i Sverige AB, som samordnar tidtabeller och biljetter för all kollektivtrafik i landet genom Resplus-samarbetet. Om trafiken ska upphöra måste även det anmälas till RKM 21 dagar i förväg.
Detta kan teoretiskt innebära att ett trafikföretag kan bedriva både samhällsbetald och kommersiell trafik på samma sträcka. I praktiken har dock den regionala kommersiella kollektivtrafiken inte haft något större genomslag, förutom på flygplatstrafik och s.k. hop-on-hop-off-linjer, mest ägnade åt turister. Orsakerna till det är bl.a. att det saknas samband med regionala reseplanerare och biljetter.

## Trafikslag

### Färja
Kommersiella färjelinjer går från olika orter i Sverige till Danmark, Estland, Finland, Lettland, Litauen, Norge, Polen, Ryssland, Tyskland och Åland.
Destination Gotland kör på Trafikverkets uppdrag. Trafiken går mellan Visby och Nynäshamn (norra linjen) och Visby och Oskarshamn (södra linjen). 
Trafikverket Färjerederiet ansvarar för bilfärjor inom Sverige.
Kollektivtrafik med passagerarbåt förekommer i Stockholms län (Waxholmsbolaget), Blekinge län, Skåne län (Ventrafiken), Västra Götalands län, samt Östergötlands län.

### Flyg
Trafikverket upphandlar flygtrafik från Arlanda till Gällivare, Arvidsjaur, Hemavan, Vilhelmina, Lycksele, Kramfors, Sveg, Torsby och Hagfors, mellan Luleå och Pajala, samt mellan Umeå och Östersund. Övrig inrikes flygtrafik samt all utrikes flygtrafik drivs på kommersiell bas. I viss mån subventionerar kommuner viss flygtrafik, i varje fall har det förekommit tidvis. Mindre flygplatser subventioneras av kommuner. Bara de större flygplatserna går med vinst på de avgifter och hyror flygbolag och butiksägare betalar.

### Järnväg
Lönsamma (definieras som att operatören kan köra den utan bidrag) järnvägssträckor trafikeras av operatörer som SJ AB, VR Snabbtåg Sverige, Tågab med flera. Tågtrafik på ett antal sträckor upphandlas av en eller flera regionala kollektivtrafikmyndigheter och av Trafikverket.
Några exempel är Tjustbanan och Stångådalsbanan (i samarbete med Östgötatrafiken och Kalmar länstrafik, Kust till kust-banan mellan Göteborg och Kalmar, Öresundståg mellan Kristianstad och Karlskrona (i samarbete med Skånetrafiken och Blekingetrafiken). Mälardalstrafik har ett trafikavtal med Transdev om trafik på regionaltågslinjer i Mälardalen med varumärket Mälartåg.
Trafiken med Öresundstågen är sedan 11 januari 2009 under de regionala kollektivtrafikmyndigheterna. 
I Stockholms län finns två järnvägssystem som inte ägs av Trafikverket, utan direkt av Region Stockholm: Saltsjöbanan och Roslagsbanan. Roslagsbanan är den enda smalspåriga järnvägen i reguljär drift i Sverige (utöver museibanor).

### Tunnelbana
Sveriges enda tunnelbanesystem är det i Stockholm, som invigdes 1950. Tunnelbanan går till större delen i Stockholms kommun (men även delvis i kommunerna Botkyrka, Danderyd, Huddinge, Solna och Sundbyberg) och ägs av Region Stockholm.

### Spårväg
Spårväg har funnits i omkring tretton svenska städer, beroende på hur man räknar. I dagsläget finns det spårväg i Göteborg/Mölndal, Norrköping, Stockholm/Lidingö (Spårväg City, Lidingöbanan, Nockebybanan, Tvärbanan). och den senast öppnade, i Lund från december 2020. Planer på nya moderna spårvägar finns i bland annat Malmö, Helsingborg, Linköping och Uppsala. Museispårvägar finns i Stockholm, Göteborg, Norrköping, Malmö och Malmköping.

### Trådbuss
Sedan 2003 driver Skånetrafiken en trådbusslinje i Landskrona. Trafik med trådbuss har tidigare förekommit i Göteborg 1940−1964 samt i Stockholm 1941−1964.

### Buss
Över 90 procent av den svenska busstrafiken körs idag i offentligt upphandlad trafik såsom upphandlad linjetrafik åt offentliga huvudmän och som skolskjuts åt kommuner. 
Den långväga busstrafiken i Sverige drivs huvudsakligen på kommersiell bas. Regionala kollektivtrafikmyndigheten upphandlar busstrafik på sträckorna Sundsvall-Haparanda (Norrlandskusten) och  Mora-Gällivare samt lokal busstrafik. Vy Flygbussarna bedriver trafik till storstadsregionernas flygplatser.
Turist- och beställningstrafik med buss bedrivs av de flesta av landets bussföretag, ofta i kombination med att företaget kör någon typ av offentligt upphandlad busstrafik, exempelvis skolskjuts. Bransch- och arbetsgivarförbundet Sveriges Bussföretag ger årligen ut en statistikrapport om den samlade svenska bussbranschen. 

## Trafikhuvudmän
Det finns en regional kollektivtrafikmyndighet i varje län. Oftast är det regionen som är regional kollektivtrafikmyndighet, men även ett kommunalförbund med region och länets kommuner kan förekomma. Myndigheten ansvarar för att det finns ett trafikförsörjningsprogram med fastställda mål för den regionala kollektivtrafiken. Myndigheten ansvarar även för upphandling av kollektivtrafik. Ansvaret som trafikhuvudman utförs oftast som en förvaltning inom regionen. I vissa län finns dock bolag med ett delegerat operativt ansvar som skiljer sig åt mellan länen. Till exempel kan upphandling av trafiken ingå i detta ansvar.
| Län                  | Varumärke/Organisation                           | Buss | Tåg                                                        | Spårvagn / Snabbspårväg                          | Tunnelbana | Båt |
| -------------------- | ------------------------------------------------ | ---- | ---------------------------------------------------------- | ------------------------------------------------ | ---------- | --- |
| Stockholms län       | SL                                               | Ja   | Stockholms pendeltåg Mälartåg SJ Roslagsbanan Saltsjöbanan | Spårväg City Nockebybanan Lidingöbanan Tvärbanan | Ja         | Ja  |
| Västra Götalands län | Västtrafik                                       | Ja   | Västtågen SJ Öresundståg                                   | Göteborgs spårväg                                |            | Ja  |
| Skåne län            | Skånetrafiken                                    | Ja   | Pågatågen Öresundståg                                      | Lunds spårväg Malmö museispårvagn                |            |     |
| Östergötlands län    | Östgötatrafiken                                  | Ja   | Östgötapendeln                                             | Norrköpings spårväg                              |            |     |
| Uppsala län          | UL                                               | Ja   | Stockholms pendeltåg Mälartåg                              | Planerad                                         |            |     |
| Jönköpings län       | Jönköpings Länstrafik                            | Ja   | Krösatåg                                                   |                                                  |            |     |
| Hallands län         | Hallandstrafiken                                 | Ja   | Öresundståg Västtåg Krösatåg                               |                                                  |            |     |
| Örebro län           | Länstrafiken Örebro                              | Ja   | Tåg i Bergslagen                                           |                                                  |            |     |
| Södermanlands län    | Sörmlandstrafiken                                | Ja   |                                                            |                                                  |            |     |
| Dalarnas län         | Dalatrafik                                       | Ja   | Tåg i Bergslagen                                           |                                                  |            |     |
| Gävleborgs län       | X-Trafik Tåg i Bergslagen                        | Ja   | X-tåg                                                      |                                                  |            |     |
| Värmlands län        | Värmlandstrafik                                  | Ja   | Ja                                                         |                                                  |            |     |
| Västerbottens län    | Länstrafiken i Västerbotten                      | Ja   |                                                            |                                                  |            |     |
| Västmanlands län     | VL                                               | Ja   | Tåg i Bergslagen                                           |                                                  |            |     |
| Norrbottens län      | Länstrafiken Norrbotten                          | Ja   |                                                            |                                                  |            |     |
| Kalmar län           | Kalmar länstrafik                                | Ja   |                                                            |                                                  |            |     |
| Västernorrlands län  | Kollektivtrafikmyndigheten i Västernorrlands län | Ja   |                                                            |                                                  |            |     |
| Kronobergs län       | Länstrafiken Kronoberg                           | Ja   | Krösatåg                                                   |                                                  |            |     |
| Blekinge län         | Blekingetrafiken                                 | Ja   |                                                            |                                                  |            |     |
| Jämtlands län        | Länstrafiken i Jämtlands län                     | Ja   |                                                            |                                                  |            |     |
| Gotlands län         | Gotlands kollektivtrafik                         | Ja   |                                                            |                                                  |            |     |

## Länstrafik

### Stockholms län
Trafikförvaltningen inom Region Stockholm ansvarar för kollektivtrafiken inom Stockholms län. Detta görs dels under varumärket och aktiebolaget Storstockholms Lokaltrafik (SL) till lands, dels genom Waxholmsbolaget som ansvarar för den sjöburna kollektivtrafiken i Stockholms hamn och Stockholms skärgård. SL ansvarar för ett omfattande busslinjenät, samt pendeltåg på Trafikverkets järnvägar. Pendeltågen går även till Gnesta, Bålsta och Uppsala i angränsande län. Vidare finns det ett antal spårsystem som ägs direkt av SL/Region Stockholm: Stockholms tunnelbana, Roslagsbanan, Saltsjöbanan, Lidingöbanan, Tvärbanan och Nockebybanan. Djurgårdslinjen är en museispårväg som drivs ideellt av Svenska Spårvägssällskapet genom dess bolag AB Stockholms Spårvägar. Arlanda Express är en privatägd kommersiellt driven förbindelse mellan Arlanda flygplats och Stockholms centralstation.

### Uppsala län
UL ansvarar för regional busstrafik samt tätortstrafiken i Uppsala och Enköping. Mälardalstrafik bedriver regional tågtrafik på Ostkustbanan och Dalabanan under namnet Mälartåg. Trafiken går till Stockholm, Gävle och Sala i angränsande län. Storstockholms Lokaltrafiks pendeltåg förbinder Bålsta och Uppsala med Stockholm. I länet finns även museijärnvägen Upsala-Lenna Jernväg.

### Södermanlands län
Sörmlandstrafiken ansvarar för regional busstrafik, samt tätortstrafik i Eskilstuna, Katrineholm, Nyköping och Strängnäs. Järnvägstrafiken med Sörmlandspilen mellan Stockholm och Hallsberg körs av Mälartåg.
Storstockholms Lokaltrafiks pendeltåg förbinder Gnesta med Södertälje i Stockholms län.

### Östergötlands län
Östgötatrafiken ansvarar för regional busstrafik, samt tätortstrafik i Finspång, Kisa, Linköping, Mjölby, Motala, Norrköping och Åtvidaberg. Bolaget ansvarar även för spårvägstrafiken i Norrköping, samt Östgötapendeln mellan Norrköping och Motala / Tranås (i Jönköpings län). Tågtrafiken på Tjustbanan och Stångådalsbanan bedrivs i samarbete med Kalmar länstrafik och stöds av Trafikverket. Tågtrafiken Mjölby-Motala-Hallsberg ingår i samarbetet Tåg i Bergslagen.

### Jönköpings län
Jönköpings länstrafik ansvarar för regional busstrafik, samt tätortstrafik i Jönköping, Nässjö, Tranås, Vetlanda och Värnamo. Krösatågen går i Jönköpings län samt angränsande län. Västtågen på sträckan Nässjö-Jönköping-Skövde/Göteborg på uppdrag av Jönköpings länstrafik och Västtrafik.

### Kronobergs län
Länstrafiken ansvarar för regional busstrafik, samt tätortstrafik i Växjö, och Älmhult.[källa behövs] Länstrafiken delar ansvaret för Öresundstågen med trafikhuvudmännen i grannlänen.

### Kalmar län
Länstrafiken ansvarar för regional busstrafik, samt tätortstrafik i Kalmar, Oskarshamn och Västervik. Krösatågen trafikerar sträckorna Kalmar-Emmaboda samt Emmaboda-Karlskrona samt Tjustbanan och Stångådalsbanan. Det går Öresundståg på sträckorna Kalmar-Alvesta-Malmö-Köpenhamn. SJ bedriver fjärrtågstrafik på Kust till kust-banan mellan Kalmar och Göteborg. På Smalspårsjärnvägen Hultsfred-Västervik går turisttrafik. Från Oskarshamn finns färjetrafik till Visby och Byxelkrok på Öland.

### Gotlands län
På Gotland finns 16 busslinjer på landsbygden, samt 5 i Visby. Destination Gotland kör färjetrafik från Visby till Nynäshamn och Oskarshamn.

### Blekinge län
Blekingetrafiken ansvarar för regional busstrafik, samt tätortstrafik i Karlskrona, Ronneby, Karlshamn och Sölvesborg. Pågatågen mellan Karlshamn och Kristianstad, Krösatågen mellan Karlskrona och Emmaboda samt Öresundstågen på sträckan Karlskrona-Kristianstad-Hässleholm-Malmö-Köpenhamn körs i samarbete med berörda trafikhuvudmän. Blekingetrafiken kör även kollektivtrafik med båt i Karlskrona skärgård och några andra områden.

### Skåne län
Skånetrafiken ansvarar för regional busstrafik inom hela länet, samt tätortstrafik i Eslöv, Helsingborg, Hässleholm, Kristianstad, Landskrona, Malmö, Trelleborg, Ystad och Ängelholm. Lunds stadsbussar har däremot kommunen som huvudman. I Landskrona finns sedan 2003 Sveriges enda trådbusslinje, som körs av Nobina. Detta på uppdrag av kommunen.[källa behövs]
Skånetrafiken ansvarar även för två tågsystem. Öresundstågen är långväga regionaltåg som går mellan Danmark och Sydsverige. Skånetrafiken och andra berörda trafikhuvudmän är huvudmän. Pågatågen är kortväga regionaltåg som huvudsakligen kör inom Skåne, men även till Halmstad i Hallands län, Karlshamn i Blekinge län och till Alvesta i Kronobergs län, i samarbete med dessa läns trafikhuvudmän.

### Hallands län
Hallandstrafiken ansvarar för regional busstrafik, samt tätortstrafik i Halmstad, Falkenberg och Varberg. Inom Kungsbacka kommun, som räknas som en del av Storgöteborg, sköts kollektivtrafiken av Västtrafik. Hallandstrafiken är medansvarig för Öresundstågen på sträckan Göteborg-Halmstad-Helsingborg-Malmö-Köpenhamn, Krösatågen på sträckan Halmstad-Värnamo-Vaggeryd-Nässjö, samt sträckan Varberg-Borås-Herrljunga som körs av Västtrafik. Västtrafik kör även Kungsbackapendeln mellan Kungsbacka och Göteborg.

### Västra Götalands län
Västtrafik ansvarar för regional busstrafik inom hela länet. Även Kungsbacka kommun i Hallands län tillhör Västtrafiks ansvar. Tätortsbussar finns i Kungälv, Göteborg, Mölndal, Kungsbacka, Lerum, Alingsås, Borås, Ulricehamn, Falköping, Skara, Skövde, Lidköping, Mariestad, Trollhättan, Vänersborg, Uddevalla, Lysekil, Ljungskile, Mölnlycke och Strömstad.
I Göteborg finns även spårväg (varav två linjer (2 & 4) även går inom Mölndals kommun). Pendeltågstrafik finns på sträckorna Göteborg-Alingsås (Alingsåspendeln), Göteborg-Kungsbacka (Kungsbackapendeln) och Göteborg-Älvängen (Alependeln).
Västtrafik upphandlar även regional tågtrafik, i samarbete med angränsande läns trafikhuvudmän: Bohusbanan (Göteborg-Stenungsund-Uddevalla-Strömstad), Kinnekullebanan (Herrljunga-Lidköping-Mariestad-Laxå), Göteborg-Trollhättan-Vänersborg, Göteborg-Borås, Göteborg-Alingsås-Skövde, Uddevalla-Vänersborg-Borås, Borås-Varberg, Töreboda-Skövde-Falköping-Jönköping-Nässjö, Göteborg-Herrljunga-Falköping-Jönköping-Nässjö, samt Öresundstågen (Göteborg-Halmstad-Helsingborg-Malmö-Köpenhamn). Se även västtågen.
Färjetrafik finns över Göta älv i Göteborg (Älvsnabben), i Göteborgs skärgård (Styrsöbolaget), samt på några platser i Bohuslän.
Se även Kollektivtrafik i Göteborg.

### Värmlands län
Region Värmland ansvarar under varumärket Värmlandstrafik för regional busstrafik, samt tätortstrafik i Arvika, Karlstad, Kristinehamn och Säffle. Värmlandstrafiks tåg går på linjerna Charlottenberg-Karlstad-Kristinehamn, Karlstad-Åmål och Karlstad-Torsby.

### Örebro län
Länstrafiken Örebro ansvarar för regional busstrafik, samt tätortstrafik i Örebro, Karlskoga, Lindesberg och Kumla. Länstrafiken äger även Örebro flygplats. Tåg i Bergslagen kör ett antal linjer inom länet. Västtrafik kör linjen Lidköping-Hallsberg.

### Västmanlands län
Kollektivtrafikmyndigheten ansvarar för regional busstrafik, samt tätortstrafik i Arboga, Fagersta, Köping, Sala och Västerås. Trafiken bedrivs under varumärket VL. Tåg i Bergslagen kör ett antal linjer i länet.

### Dalarnas län
Dalatrafik ansvarar för regional busstrafik, samt tätortstrafik i Avesta, Borlänge, Falun, Ludvika, och Mora. Tåg i Bergslagen kör ett antal linjer i länet. Mora är den södra utgångspunkten för Inlandsbanan.

### Gävleborgs län
X-trafik ansvarar för regional busstrafik, samt tätortstrafik i Bollnäs, Gävle, Hudiksvall, Sandviken och Söderhamn. Tågtrafiken X-Tåget bedrivs på sträckorna Gävle-Ljusdal och Gävle-Sundsvall. Sträckan Gävle-Tierp-Uppsala med mellanliggande stationer trafikeras av Mälartåg, som tillhör Mälardalstrafik och sträckan Gävle-Falun-Borlänge med mellanliggande stationer trafikeras av Tåg i Bergslagen.

### Västernorrlands län
Kollektivtrafikmyndigheten i Västernorrlands läns Trafik ansvarar för den regionala busstrafiken, samt tätortstrafiken i länets kommuner. Myndigheten är även ansvarig för Norrtåg AB som man äger en fjärdedel av.

### Jämtlands län
Länstrafiken ansvarar för regional busstrafik, samt tätortstrafik i Östersund. Länstrafiken är även ansvarig för Norrtåg AB som man äger en fjärdedel av.

### Västerbottens län
Länstrafiken ansvarar för regional busstrafik, samt tätortstrafik i Umeå. Stadsbussarna i Skellefteå körs av kommunala Skelleftebuss AB. Länstrafiken är även ansvarig för Norrtåg AB som man äger en fjärdedel av.

### Norrbottens län
Länstrafiken Norrbotten är ansvarig för Norrtåg AB som man äger en fjärdedel av. Nattågstrafiken mellan södra Sverige och Norrbotten upphandlas av Trafikverket. Detsamma gäller även busslinjen Norrlandskusten som går mellan Umeå och Haparanda.
Den regionala busstrafiken sköts i övrigt av Länstrafiken Norrbotten. I Boden, Gällivare, Kalix, Kiruna, Luleå och Piteå finns lokalbussar, som i samtliga fall drivs på kommunalt uppdrag.